# Сущевка (Ульяновська область)
Сущевка (рос. Сущевка) — село в Майнському районі Ульяновської області Російської Федерації.
Населення становить 168 осіб. Входить до складу муніципального утворення Анненковське сільське поселення.

## Історія
Від 2004 року входить до складу муніципального утворення Анненковське сільське поселення.

## Населення
| 2010 |
| ---- |
| 168  |